# 佐々木宏幹
佐々木 宏幹（ささき こうかん、本名・宏幹＝ひろもと 1930年5月17日 - 2024年2月26日）は、日本の宗教人類学者。駒澤大学名誉教授。専門は宗教人類学・宗教文化論。シャーマニズム研究の第一人者。

## 経歴
出生から修学期
1930年、宮城県気仙沼市で生まれた。宮城県気仙沼高等学校を卒業し、駒澤大学文学部英米文学科に進学。1955年に卒業し、旧・東京都立大学大学院に進んだ。1965年、博士課程を修了[8]。
宗教学者として
1962年、大学院博士課程進学と同時に駒澤大学講師となった。1967年、駒澤大学助教授に昇格。1973年に同教授昇格。1981年、学位論文『シャーマニズムの宗教人類学的研究』を筑波大学に提出して文学博士号を取得。2001年3月に駒澤大学を退任し、名誉教授となった[9]。
2024年2月26日、老衰のため死去。93歳没。

### 委員・役員ほか
- 日本宗教学会評議員
- 国際宗教研究所常務理事
- 曹洞宗総合研究センター客員研究員
- 日本心霊科学協会理事
- NPO法人東京自由大学顧問[7][8]。

## 研究内容・業績
専門は宗教人類学で、シャーマニズムなど人と精神世界を対象としたものが多い。主な著書に「シャーマニズム」「シャーマニズムの人類学」「憑霊とシャーマン」「仏と霊の人類学」「〈ほとけ〉と力」。

## 著作
著書
- 『人間と宗教のあいだ 宗教人類学覚え書』耕土社 1979
  - 改題『宗教人類学』講談社学術文庫 1995
- 『シャーマニズム エクスタシーと憑霊の文化』中公新書 1980
- 『憑霊とシャーマン 宗教人類学ノート』東京大学出版会 1983
  - 改題『シャーマニズムの世界』講談社学術文庫 1992
- 『シャーマニズムの人類学』弘文堂 1984
  - オンデマンド版 2014
- 『聖と呪力 日本宗教の人類学序説』青弓社 1989
  - 改題『聖と呪力の人類学』講談社学術文庫 1996
- 『仏と霊の人類学 仏教文化の深層構造』春秋社 1993
- 『神と仏と日本人 宗教人類学の構想』吉川弘文館 1996
  - 新版 (歴史文化セレクション) 2010
- 『<ほとけ>と力 日本仏教文化の実像』吉川弘文館 2002
- 『仏力 生活仏教のダイナミズム』春秋社 2004
- 『生活佛教の民俗誌：誰が死者を鎮め、生者を安心させるのか』春秋社　2012
- 『スピリチュアル・チャイナ　現代華人社会の庶民宗教』大蔵出版　2019
- 『宗教人類学の地平』仏教企画 2022[10]
- 『仏教人類学の諸相』仏教企画 2023

共編著
- 『現代のこころ本門仏立宗』旺文社 1987
- 『憑霊の人間学 根源的な宗教体験としてのシャーマニズム』鎌田東二共著 青弓社 1991
- 『文化人類学』村武精一共編 有斐閣 1991
- 『現代と仏教 現代日本人の精神構造と仏教』(大系仏教と日本人 12) 春秋社 1991
- 『宗教人類学 宗教文化を解読する』村武精一共編 新曜社 1994
- 『民俗学の地平』櫻井徳太郎の世界 岩田書院 2007
- 『禅といま』奈良康明共編、道元フォーラム推進委員会 2008

訳書
- 『宗教人類学の基礎理論』エヴァンス＝プリチャード著、大森元吉共訳、世界書院 1967
- 『アジアの近代化と宗教』ロバート・N・ベラー著、金花舎(叢書/仏教文化の世界) 1975

論文
- CiNii> 佐々木宏幹
- INBUDS> 佐々木宏幹
- 国立国会図書館サーチ